# Garamani
Garamani (nep. गरामनी) – gaun wikas samiti we wschodniej części Nepalu w strefie Meći w dystrykcie Jhapa. Według nepalskiego spisu powszechnego z 2001 roku liczył on 3465 gospodarstw domowych i 18512 mieszkańców (9310 kobiet i 9202 mężczyzn).